# John M. Armleder
John M. Armleder (Genève, 24 juni 1948) is een Zwitsers beeldend kunstenaar. Armleder woont en werkt afwisselend in Genève en in New York. Hij wordt gezien als één van de meest invloedrijke creatieve figuren in de Zwitserse kunstwereld.

## Loopbaan
John Armleder studeerde aan de Fine Arts School in Genève.
Hij is sinds de jaren '60 actief als schilder, beeldhouwer en performance-kunstenaar. Zijn stijl is lastig te definiëren en bevat elementen uit de conceptuele kunst, Fluxus, constructivisme en nieuwe geometrie. Armleder richtte samen met Patrick Lucchini en Claude Rychner in 1969 de Ecart Performance Group op. Hij is tevens de medeoprichter van galerie Ecart. In deze galerie in Genève stelden onder meer Andy Warhol, Joseph Beuys, Sol LeWitt en Robert Motherwell tentoon. Naast een galerie was er ook een boekwinkel en uitgeverij met dezelfde naam.
Sinds 1982 maakt Armleder 'pour paintings', die ontstaan door verf uit te gieten op schilderdoeken. In 1992 werd een serie van deze schilderijen van Armleder tentoongesteld in het Centraal Museum in Utrecht. Tijdens de tentoonstelling maakte Armleder ter plekke een aantal werken.
Zijn werk werd op vele plekken tentoongesteld. Onder meer op diverse biënnales waaronder de Biënnale van Venetië in 1986 en op Documenta 8 in Kassel (Duitsland) in 1987.

## Tentoonstellingen (selectie)
- Biënnale van Parijs
- Biënnale van Venetië (1986)
- Biënnale van Sydney
- Biënnale van Lyon
- Biënnale van Ljubljana
- Biënnale van Busan
- Biënnale van Valencia
- Biënnale van Shanghai
- Frankfurt’s Prospect
- Documenta IX in Kassel (1987)

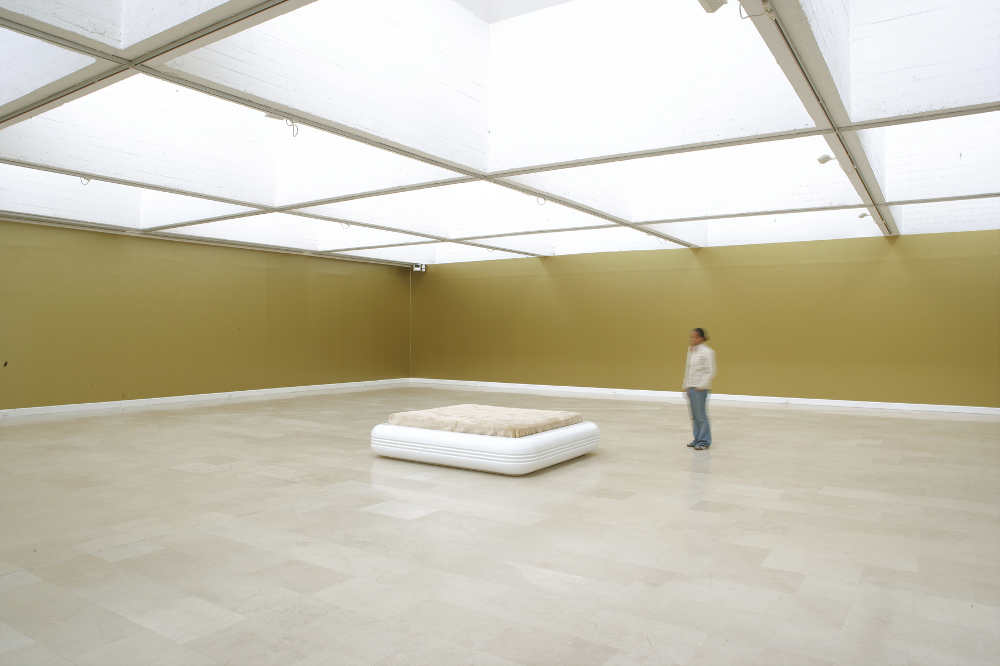
Galerie carrée; tentoonstelling John Armleder (2007

- Metropolis in de Martin Gropius Bau in Berlijn
- Toyama Now voor de Triennial in Japan
- Open Ends at MoMA in New York
- Seville World’s Fair
- Retrospectieve in MAMCO, Genève: Amor Vacui, Horror Vacui (2006)[2]
- Art Basel[5]
- Art Basel in Miami Beach[5]
- Art Basel in Hong Kong[5]